# Kinga Székely
Kinga Székely, née le 17 septembre 1945 à Pécs est une géographe, cartographe et spéléologue hongroise. On lui doit de nombreuses cartographies et découvertes de grottes hongroises et la constitution de bases de données pour les inventorier et les étudier. Son expertise dans ce domaine permet la protection de sites et le classement d'autres comme les grottes du karst d'Aggtelek et du karst de Slovaquie au patrimoine mondial de l'UNESCO. Son travail et son engagement sont récompensés de plusieurs prix.

## Biographie
Kinga Székely fait des études de géographie et de cartographie à l'université Loránd-Eötvös et sort diplômée d'une licence en 1976. En 1973, elle passe une année à l'université Jagellonne en Pologne, où elle étudie la géomorphologie du karst. De 1968 à 1978, elle travaille comme secrétaire de la Société hongroise de recherche sur le karst et les grottes (hu). À partir de 1978, elle est employée à l'Institut de spéléologie, opérant dans le cadre du Bureau de la Conservation de la Nature. Elle gravit les échelons jusqu'à en devenir la cheffe de 1990 jusqu'à sa retraite en 2002.
Elle est membre de la Société hongroise de recherche sur le karst et les grottes (hu) depuis 1960 et membre honoraire de la société depuis 2012.

## Travaux

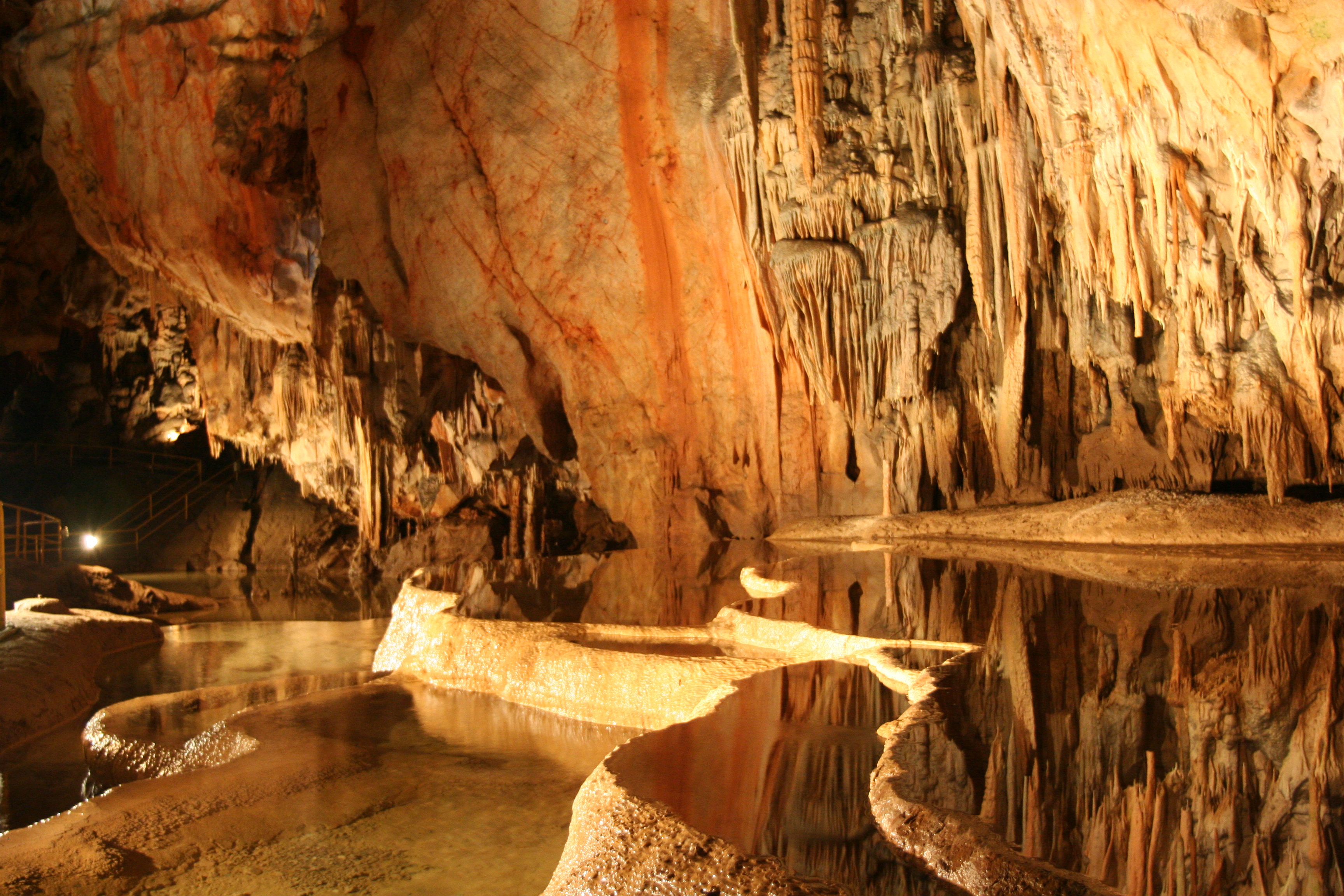
Grotte de Baradla, étudiée par Kinga Székely

Kinga Székely participe aux fouilles de la région du Bas Alsó-hegy dans les années 1960. En 1968, elle est l'une des cartographes de la grotte Szabó-pallagi-zsomboly (hu), l'une des plus profondes de Hongrie et aujourd'hui l'une des plus protégées dans le pays. Elle est membre de plusieurs expéditions spéléologiques internationales, comme celle du lac Baïkal en 1988, au Kirghizistan en 1989, en Extrême-Orient en 1990.
En 1981, elle développe le Système national d'enregistrement des grottes de Hongrie, puis accompagne l'évolution de la base de données pendant plus de deux décennies. Elle crée une base de données bibliographique sur la spéléologie hongroise qui contient aujourd'hui plus de dix mille publications.

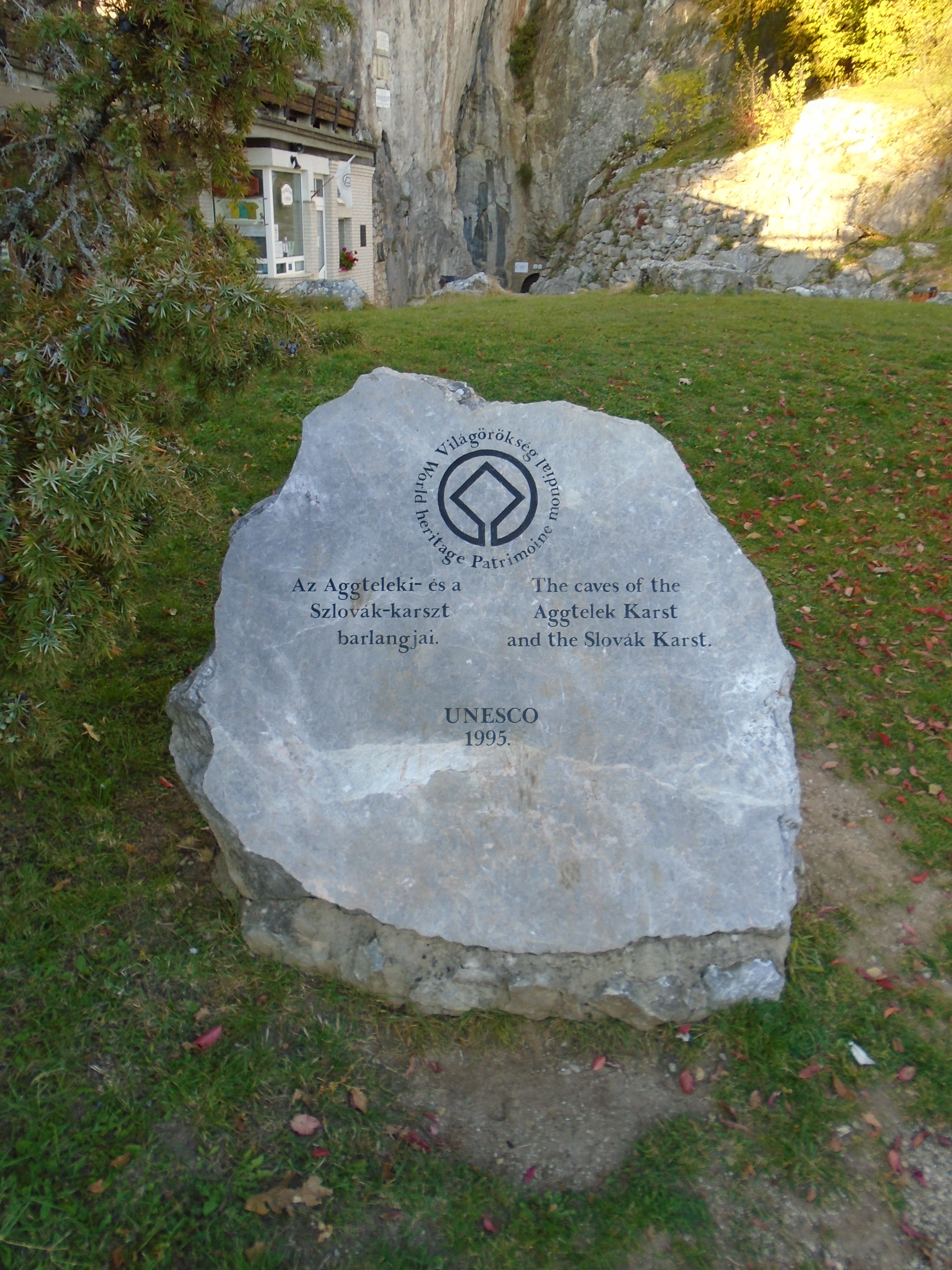
Mention du site du patrimoine mondial de l'UNESCO

Elle participe à la préparation de la loi sur la protection des grottes publiée en 1982 et aux dossiers justifiant la proposition de classement du karst d'Aggtelek (hu) et du karst slovaque comme site du patrimoine mondial de l'UNESCO sous le nom de grottes du karst d'Aggtelek et du karst de Slovaquie.
Elle appelle à la reconnaissance du droit des constructions troglodytiques à des fins de protection et à l'élaboration de normes techniques relatives aux grottes. Dans le cadre de son travail, elle supervise des interventions sur des grottes mal aménagées pour le tourisme.

### Édition
De 1968 à 1993, elle est rédactrice en chef de Karst et grotte (hu). Elle co-édite Speleoteka (Spéléothéque), publié une seule fois en 1990.

### Médiation
En 1989, elle organise une exposition au Musée de Kiscelli sous le titre Caves in the arts composée de dessins et peintures créés par des artistes célèbres de Hongrie, de la République tchèque et de la Slovaquie.

## Hommages et récompenses
- Médaille commémorative de sauvetage (hu) de l’État hongrois en 1969 pour le travail effectué dans du Service de sauvetage dans les grottes (hu)
- Médaille Herman Ottó (hu) en 1978[7]
- Médaille commémorative du Musée slovaque de spéléologie et de conservation de la nature en 1995 pour ses recherches historiques sur les grottes
- Prix pro Natura (hu) en 2001 pour la protection des grottes[8]
- Plaque commémorative de Dénes Balázs en 2004 pour son aide à la création du Musée géographique hongrois (hu)
- Médaille commémorative István Schönvisner (hu) en 2008[9]
- Croix d'or du mérite de la République de Hongrie (hu) en 2009[10]
- Médaille Ferenc Papp en 2010
- Médaille Samuel Teleki en 2015[11],[12],[13]
- Médaille Ottokár Kadić (hu) en 2018

István Szenthe s'est inspiré de l'abréviation du nom de Kinga Székely pour nommer sa marmite du diable Széki (hu).

## Publications
Kinga Székely publie plus de 200 publications traitant des grottes de Hongrie, de la protection des grottes, de l'histoire de l'exploration des grottes et de biographies de spéléologues.
- (hu) Kinga Székely, Péter Adamkó et Zoltán. Almády, Magyarország fokozottan védett barlangjai [« Les grottes protégées de Hongrie »], Mezőgazda, cop. 2003 (ISBN 963-9358-96-7 et 978-963-9358-96-6, OCLC 441756152)
- (hu) Kinga Székely et Aggteleki Nemzeti Park Igazgatóság, Kessler Hubert, a barlangkutató [« Le spéléologue Kessler Hubert »], Aggteleki Nemz. Park Ig, 2008 (ISBN 978-963-87082-6-7 et 963-87082-6-3, OCLC 1082081586, lire en ligne)
- (hu) Kinga Székely et Tardy Jánossal, Budapest – Vár-barlang [« Budapest - Grotte du Château »], Tájak korok múzeumok kiskönyvtára, 1985

- (hu) Kinga Székely, Baradla-barlang, 2004